# George Lodewijk Hasseleij Kirchner
George Lodewijk (Louis) Hasseleij Kirchner  (Amsterdam, 25 juni 1860 – Baarn, 20 juni 1935) was een Nederlandse amateurfotograaf. 
Louis Kirchner was zoon van Heinrich Julius Alfred Kirchner en Louisa Wilhelmina Hasseleij. Hij huwde in 1895 met Diederica Wilhelmina Margaretha Pos. Zij bewoonden Huis Holland in Baarn. Voor hun zoon Heinrich lieten de vermogende Kirchners in 1897 niet ver hun huis de villa Bloemswaard bouwen. Door zijn huwelijk werd hij de zwager van Gerard Pos, de oprichter van de Algemene Nederlandsche Wielrijders Bond (ANWB).  Als lid van de Baarnsche Vélocipède Club werd zijn koetshuis in de Baarnse Pekingtuin gebruikt voor clubdoeleinden. 
In zijn vrije tijd was Kirchner een enthousiast fotograaf. Louis Kirchner was een van de eerste fietsers die vanaf 1889 foto's maakte tijdens een toer door Nederland. Hij trok er dan op uit met fiets en apparatuur. Die bestond uit stevige fototoestellen met een stevig statief en een stevige tas met toebehoren. De tas bevatte glasplaten met een lichtgevoelige emulsielaag, die per stuk waren verpakt in een lichtdichte metalen doos.

## Beeldbank
Bij het 25-jarig bestaan van de ANWB verschenen vier jubileumboeken onder de titel Ons Eigen Land. Kirchner stelde deze boeken samen met zijn zwager Gerard Pos. In 1909 verscheen een tweede druk, en in 1978 een compilatie van het fotografisch materiaal onder de titel Ons Eigen Land rond de Eeuwwisseling. Deze gedenkboeken bevatten naast het werk van andere fotografen veel foto’s van Kirchner. Niet alleen kastelen, buitenplaatsen en villa’s, maar bijvoorbeeld ook fietswedstrijden en zeilwedstrijden op het Spaarne, en op de Zuiderzee. 
Kirchner fotografeerde veel kastelen en buitenplaatsen. Ruim 100 van deze foto’s zijn te zien op de kastelenbeeldbank. De bijgeleverde documentatie bestaat uit informatie over het object, het merk van de gebruikte plaat, de datum, het jaar en zelfs de tijd. In de kolom 'bemerkingen' stonden notities over bijvoorbeeld het weer.
Uit de periode 1889-1915 zijn 450 gedocumenteerde negatieven van hem bewaard gebleven. In 2004 zijn deze negatieven, opgeborgen in drie eikenhouten kisten, geschonken aan de Nederlandse Kastelenstichting te Wijk bij Duurstede.
Louis Kirchner werd begraven op de Nieuwe Algemene Begraafplaats aan de Wijkamplaan in Baarn. 